# إنماكولادا مارتينيز سيرفيرا
إنماكولادا مارتينيز سيرفيرا (فالنسيا، 5 أكتوبر 1971) سياسية إسبانية تنتمي إلى حزب الشعب المعارض الرئيسي.
حصلت على ترخيص في علم أصول التدريس وعملت في معهد فالنسيا للشباب. في عام 2000 تم اختيارها كجزء من قائمة حزب الشعب لمجلس النواب الإسباني لمقاطعة فالنسيا. وضعت في المرتبة الثالثة عشرة على القائمة في منطقة لم يفز فيها الحزب بأكثر من ثمانية مقاعد، فشلت في انتخابها في الانتخابات العامة في مارس 2000. ومع ذلك أدى مكاسب حزب الشعب في تلك الانتخابات إلى جانب الاستقالة غير المسبوقة لأربعة نواب من حزب الشعب إلى انضمامها إلى الكونغرس في أبريل 2002. بالنسبة لانتخابات عام 2004 تمت ترقيتها إلى المركز العاشر على قائمة الحزب الشعبي، ولكن في تلك الانتخابات خسر حزب الشعب أحد مقاعده التسعة، وكان عدم وجود مقاعد شاغرة خلال المجلس التشريعي يعني أنها لم تشارك في البرلمان 2004-2008. لم تترشح في انتخابات عام 2008.